# David Lama
David Lama (Innsbruck, 4 agosto 1990 – Howse Peak, 16 aprile 2019) è stato un arrampicatore e alpinista austriaco.
Ha praticato l'arrampicata in falesia, il bouldering, le vie lunghe, l'alpinismo e ha gareggiato nelle competizioni di difficoltà e boulder.

## Biografia
Nato da madre austriaca e padre nepalese, ha cominciato ad arrampicare fin da piccolo, raggiungendo il grado 8a a dieci anni, l'8b a undici, l'8b+ a dodici, l'8c a tredici. Nel 2005 a quattordici anni ha salito l'8c+, No future una via di 70 m a Céüse.
Dal 2004 ha iniziato a garaggiare nelle competizioni internazionali giovanili. Nel Campionato del mondo giovanile di arrampicata ha vinto la medaglia d'oro nella specialità lead, categoria youth B, nel 2004 a Edimburgo e nel 2005 a Pechino. Ha vinto anche la Coppa Europa giovanile di arrampicata sia nel 2004 che nel 2005.
Dal 2006 ha preso parte alle competizioni seniores. Nell'anno di esordio ha conquistato la medaglia d'oro nella specialità lead al Campionato europeo di arrampicata 2006 a Ekaterinburg ed è arrivato secondo nella classifica finale della stagione 2006 nella lead. Nel 2007 ha vinto la medaglia d'oro nella specialità boulder al Campionato europeo di arrampicata 2007 a Birmingham. Questi risultati gli hanno valso il premio La Sportiva Competition Award nel 2007.
Nel 2009 un tentativo di salita in libera della Via del compressore sul Cerro Torre in Patagonia è stato al centro di critiche perché dopo il fallimento della spedizione sulla parete è stata abbandonata molta attrezzatura (corde fisse, spit, ...).
Nel gennaio del 2012 ritenta l'impresa sul Cerro Torre e questa volta riesce a liberare la Via del compressore. La salita avviene in due giorni, il 20 e 21 gennaio, con bivacco in parete ed è accompagnato dall'alpinista austriaco Peter Ortner. La via si discosta a tratti di alcuni metri dalla linea originale, e la salita è stata resa ancora più difficile dal fatto che gli americani Hayden Kennedy e Jason Kruk pochi giorni prima avessero schiodato in gran parte la via dai chiodi a pressione originali. Sull'impresa è uscito nel 2014 nelle sale cinematografiche un film-documentario, intitolato Cerro Torre: A Snowball's Chance in Hell, diretto da Thomas Dirnhofer, che ha partecipato anche al Trento Filmfestival.

### Incidente sull'Howse Peak
Muore all'età di 28 anni, dopo avere completato la prima ripetizione della via M-16 sull'Howse Peak il 16 aprile 2019, nel parco Nazionale di Banff (Canada), colpito da una valanga nel corso della discesa, insieme al connazionale  Hansjörg Auer e l'alpinista statunitense Jess Roskelley, i corpi degli alpinisti sono stati successivamente recuperati il 21 aprile.

## Palmarès

### Coppa del mondo
|         | 2006 | 2007 | 2008 | 2009 | 2010 |
| ------- | ---- | ---- | ---- | ---- | ---- |
| Lead    | 2    | 7    | 12   | 7    | 8    |
| Boulder | 16   | 19   | 2    | 18   |      |

### Campionato del mondo
|      | 2007 | 2009 |
| ---- | ---- | ---- |
| Lead | 9    | 3    |

## Statistiche

### Podi in Coppa del mondo lead
| Stagione | 1º | 2º | 3º | Podi totali |
| -------- | -- | -- | -- | ----------- |
| 2006     | 3  | 1  |    | 4           |
| 2007     | 1  |    |    | 1           |
| 2008     | 1  |    |    | 1           |
| 2009     |    |    | 1  | 1           |
| Totale   | 5  | 1  | 1  | 7           |

### Podi in Coppa del mondo boulder
| Stagione | 1º | 2º | 3º | Podi totali |
| -------- | -- | -- | -- | ----------- |
| 2006     | 1  |    |    | 1           |
| 2008     | 2  |    | 2  | 4           |
| Totale   | 3  |    | 2  | 5           |

## Falesia

### Lavorato
- 9a/5.14d:
  - Avaatara - Gola di Baatara (LBN) - 2015[11]
- 8c+/5.14c:
  - Lülü - Céüse (FRA) - 2010
  - Il guerriero del futuro - Covolo (ITA) - 28 luglio 2008[12]
  - Estado Critico - Siurana (ESP) - 2007[13]
  - Mordor - Ötztal (AUT) - 2007
  - Nix Für Lutscher - Malaysia
  - Quelque chose de pas important - Zillertal (AUT) - Prima salita
  - La novena puerta - Santa Linya (ESP) - 1º gennaio 2006
  - New Power Generation - (FRA)
  - Reini´s Vibes - Massone (ITA) - 8 maggio 2005
  - No future - Céüse (FRA) - 2005[14]

### A vista
Ha salito alcuni 8b e 8b+ a vista.

## Vie alpinistiche e d'arrampicata
- Chogolisa - Karakoram (PAK) - settembre 2012 - Salita con Peter Ortner, secondo i locali la vetta non era stata più raggiunta dal 1986.[15]
- Eternal Flame - Torri di Trango/Nameless Tower (PAK) - 28-29 luglio 2012 - Salita con Peter Ortner e Corey Rich, non completamente in libera.[16]
- Les Barbares - Pointe Raphel Borgis du Pré de Bar (FRA) - 14 maggio 2012 - Probabile terza salita e prima solitaria della via di Stephane Benoist e Patrick Pessi del 2003[17]
- Via del compressore - Cerro Torre - 20-21 gennaio 2012 - Prima salita in libera[7]
- Feuertaufe - Sonnwand/Lofer (AUT) - 2011 - Seconda salita della via di Alexander Huber del 2008[18]
- Paciencia - Eiger (SUI) - 21-22 agosto 2011 – 900 m/8a Seconda salita in libera della via di Ueli Steck e Stephan Siegrist, aperta nel 2003 e liberata dagli stessi nel 2008[19]
- Voie Petit - Grand Capucin (FRA) - 2 luglio 2010 - Via di 450 m fino all'8b - Quarta salita[20]
- Bellavista - 2010 - Cima Ovest di Lavaredo (ITA) - Quarta salita della via di Alexander Huber[20]
- Brento Centro - Monte Brento (ITA) - 25 maggio 2010 - Via di 1000 m (28 tiri) fino all'8b aperta con Jorg Verhoeven[21]
- Desperation of the Northface - Sagwand (AUT) - 21 agosto 2008 - Via di 820 m fino al 7b aperta con Jorg Verhoeven[22]
- Meataholic - Trinidad Sur (CHI) - 2008 - Via di 450 m fino al 7c+[23]
- Footsy Variation - Cerro Trinidad (CHI) - 2008 - Via di 1040 m fino all'8a

## Riconoscimenti
- La Sportiva Competition Award nel 2007[4]
- Piolet d'Or Prima salita in libera della Via del Compressore al Cerro Torre 2013